# Orden des Volkshelden

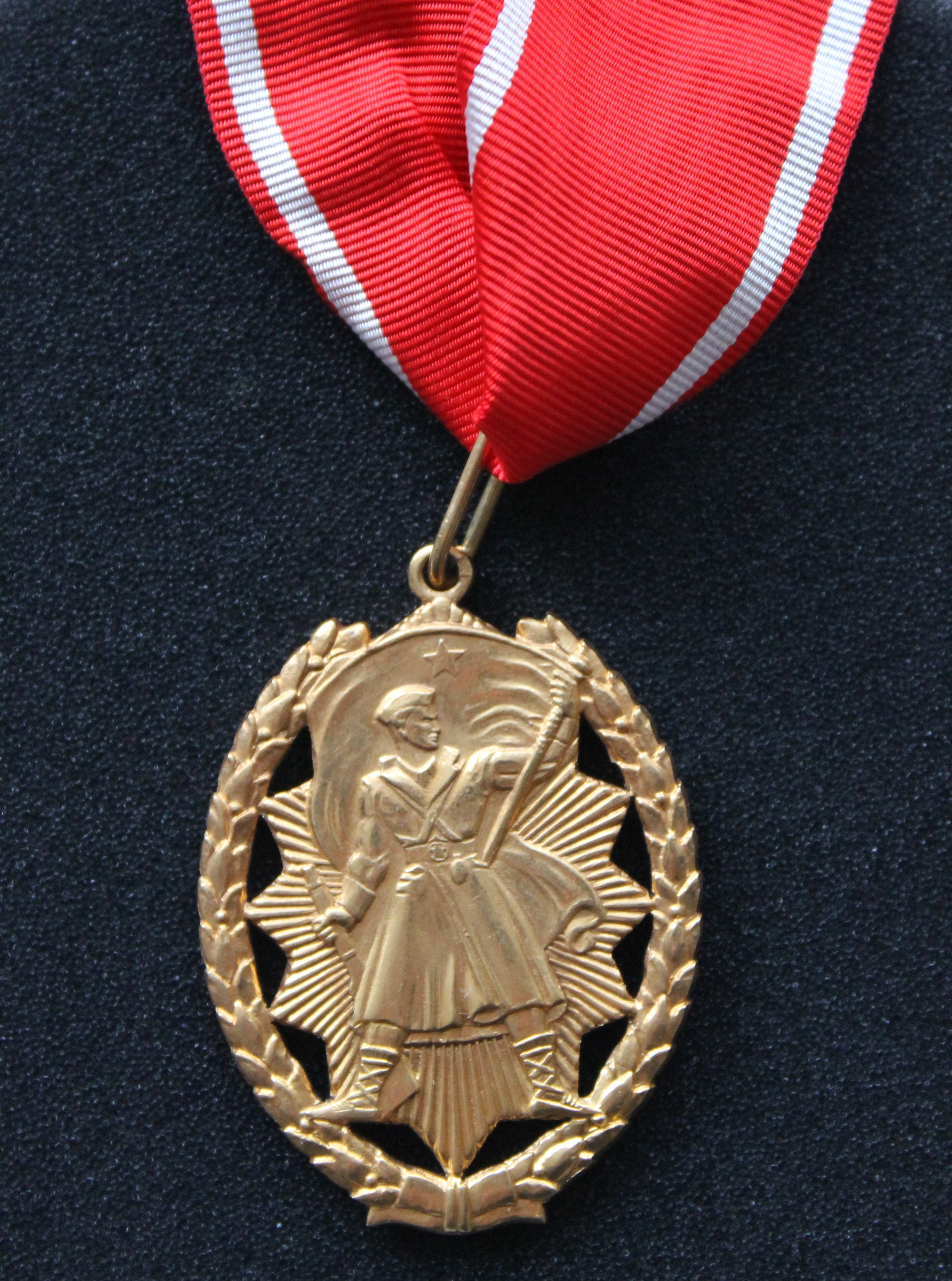
Orden des Volkshelden

Der Orden des Volkshelden (serbokroatisch: Orden narodnog heroja, slowenisch: Red narodnega heroja, mazedonisch: Orden na naroden heroj / Орден на народен херој) war eine staatliche Auszeichnung Jugoslawiens. Sie wurde 1943 gestiftet und mit der Gründung der Föderativen Volksrepublik Jugoslawien im November 1945 und der nachfolgenden Staatsformen in das jeweilige Ordenssystem übernommen.

## Stiftung
Der Orden wurde am 15. August 1943 vom Antifaschistischen Rat der Volksbefreiung Jugoslawiens unter Vorsitz von Marschall Josip Broz Tito gestiftet. Er sollte verliehen werden „[…] an Kämpfer und Kommandanten der jugoslawischen Volksarmee wie auch andere Einzelne, die sich in Kämpfen gegen den Feind durch außergewöhnlich tapfere Leistungen hervorgetan haben und welche als besonderes Beispiel der Tapferkeit gedient haben“. In Ausnahmefällen konnte die Auszeichnung auch bei gleichen Voraussetzungen an gesellschaftlich-politische Organisationen oder Vereinigungen zur Verleihung kommen.

## Aussehen und Trageweise

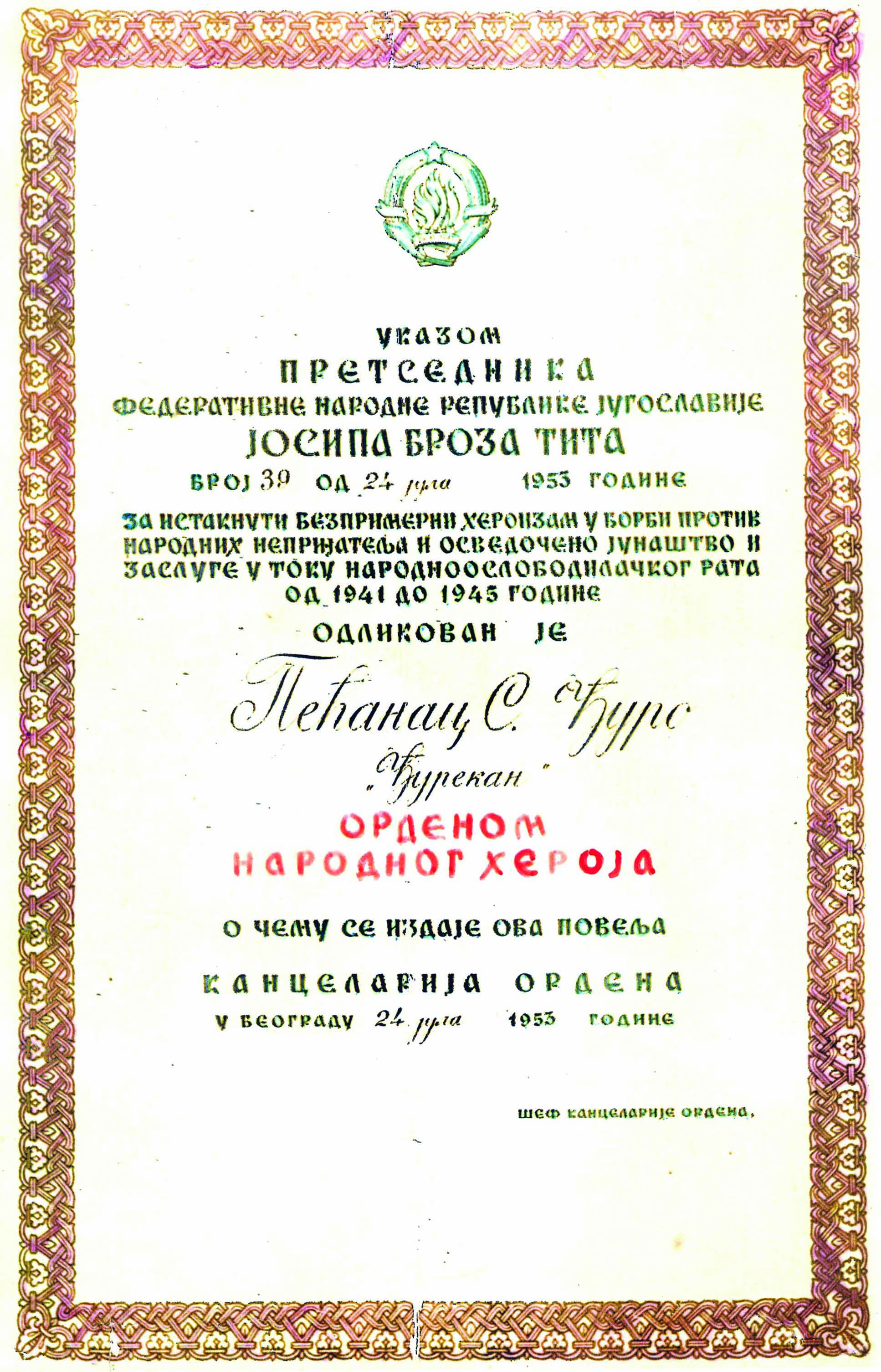
Verleihungsurkunde des Ordens des Volkshelden (1953)

Das aus Gold gefertigte hochovale Ordenszeichen zeigt einen sich nach links bewegenden Partisanenkämpfer, der in der rechten Hand ein Gewehr und in der linken Hand eine Fahne trägt. Unterlegt ist der Partisanenkämpfer von einem vierstrahligen Stern. Am Rand verläuft ein Lorbeerkranz um das Ordenszeichen.
Getragen wurde der nur in einer Klasse gestiftete Orden an einem roten Band mit schmalen weißen Seitenstreifen um den Hals.
Mit der Verleihung der Auszeichnung waren einige Vergünstigungen für den Ordensempfänger und seinen unmittelbaren Familienmitgliedern (Ehepartner, Kinder und Eltern) verbunden. So wurden ein monatlicher Ehrensold von 1.000 Dinar (1946), kostenfreie Behandlung in allen Krankeneinrichtungen des Landes, freie Fahrt in öffentlichen Verkehrsmitteln sowie im Todesfall ein Begräbnis auf Staatskosten gewährt.